# Ignazio Masotti
Ignazio Masotti, italijanski rimskokatoliški duhovnik in kardinal, * 16. januar 1817, Forli, † 31. oktober 1888.

## Življenjepis
26. septembra 1879 je bil postavljen za sekretarja Kongregacije za propagando vere in 30. marca 1882 je zasedel isti položaj pri Kongregaciji za zadeve klera. 10. novembra 1884 je bil povzdignjen v kardinala in imenovan za kardinal-diakona S. Cesareo in Palatio.
12. avgusta 1886 je bil imenovan za proprofekta Kongregacije za zadeve klera.